# سیتوکروم سی
سیتوکروم سی (انگلیسی: Cytochrome c) یک هم‌پروتئین کوچک است که در غشاء داخلی میتوکندری یافت می‌شود و به خانواده سیتوکروم سی تعلق دارد.
این پروتئین، برخلاف سایر سیتوکروم‌ها، بشدت در آب محلول است و یکی از اجزاء کلیدی زنجیره انتقال الکترون محسوب می‌شود که وظیفه‌اش حمل ۱ الکترون از کمپلکس شماره ۳ به کمپلکس شمارهٔ ۴ (سیتوکروم اکسیداز سی) است. این پروتئین قابلیت اکسیداسیون و احیا را دارد اما به اکسیژن اتصال نمی‌یابد.
در انسان، این پروتئین توسط ژن «CYCS» کُد می‌شود.